# Настанет время (роман)
«Настанет время» (англ.  There Will Be Time) — фантастический роман американского писателя Пола Андерсона. Опубликован в 1972 в твёрдой обложке издательством Doubleday, в 1973-м опубликован в мягкой оболожке издательством New American Library. В 1973 году роман номинировался на премию Хьюго за лучший роман, но в итоге премия досталась роману Айзека Азимова «Сами боги».
Сюжет романа основывается на приключениях человека, который благодаря генетической мутации получил врождённую способность путешествовать во времени.

## Сюжет
Повествование ведётся от имени пожилого врача Роберта Андерсона, близкого друга Джека Хейвига, который рассказывает ему о своих путешествиях во времени. Хейвиг родился в 1933 году на Среднем Западе США и с раннего детства обладал способностью путешествовать сквозь время в настоящее и будущее. По его словам в 21-м столетии цивилизацию ждут третья мировая война и апокалипсис. Океания, наименее пострадавшая от войны, возродит цивилизацию, создав Федерацию Маури. Её народ основное внимание будет уделять гармоничному высокотехнологическому развитию строго в рамках экологических требований.
Хейвиг отправляется в Иерусалим, чтобы посмотреть на распятие Христа, и встречает там группу вербовщиков из государства Ээрия, организованного такими же как он мутантами, способными перемещаться во времени. Их лидером является Калеб Уоллис, противопоставляющий Ээрию цивилизации Маури. Уоллису удаётся убедить Хейвига, что основой грядущего прогресса станут именно его усилия. Хейвиг присоединяется к Ээрии и заводит роман с Леонсой, девушкой-шаманкой из доисторической Европы. Своей базой он делает Константинополь и вступает в тайный брак с дочерью местного ювелира Ксенией.
Вскоре Джек начинает сомневаться в правоте Уоллиса и дезертирует из Ээрии, у него происходит стычка с наёмниками Уоллиса, пытавшимися изнасиловать его жену. Он укрывает её в Константинополе, а сам путешествует по эпохе Маури, чтобы глубже изучить эту цивилизацию. Его жена заболевает, Хейвиг добывает лекарства и спешит домой, где его уже ждут агенты Ээрии. Они захватывают Хейвига и оставляют Ксению умирать. Уоллис сбрасывает маску. Хейвиг понимает, что Уоллис — расист и самозваный фюрер. Леонса помогает ему совершить побег, они отправляются вместе в отдалённое будущее, где находят Хозяев Звёзд, видят приземляющиеся корабли. Хейвиг решает сокрушить Ээрию, Роберт Андерсон помогает ему со штабом учёных. Хейвиг находит других людей, способных путешествовать во времени, создаёт свою собственную организацию единомышленников и уничтожает Ээрию. Хейвиг и Леонса прощаются с Андерсоном, заявляя о своём намерении отправиться в космическое путешествие (благодаря их способности путешествовать во времени им не нужен анабиоз), они заявляют, что Хозяева Звёзд — это их раса.